# 伏毛银露梅
伏毛银露梅（学名：Potentilla glabra var. veitchii）为蔷薇科委陵菜属下的一个变种。

## 扩展阅读
- 維基物種上的相關：伏毛银露梅